# (523690) 2014 DN143
(523690) 2014 DN143 est un objet transneptunien de la famille des cubewanos d'un diamètre estimé à 469 km, ce qui le qualifie comme un candidat au statut de planète naine.